# علامة دانس
علامة دانس هي علامة طبية سريرية مكونة من فحص الربع السفلي الأيمن من البطن بالنسبة للتراجع، والتي يمكن أن تكون مؤشرا على الانغلاف، أي تلك التي قد يكون التراجع مع الانغلاف من الحفرة الحرقفية اليمنى.

## التسمية
وصفت العلامة في الأصل من قبل طبيب الأمراض الفرنسي جان بابتيست هيبوليت دانس (1797-1832).